# Bình Lệ Nguyên
Bình Lệ Nguyên là một vùng đất thời nhà Trần, nay thuộc huyện Bình Xuyên, tỉnh Vĩnh Phúc. Thời nhà Lê, đây là huyện Bình Nguyên. Sang thời nhà Mạc đổi tên là Bình Tuyên. Năm 1842, đổi là Bình Xuyên thuộc phủ Phú Bình, tỉnh Thái Nguyên. Ngày 17 tháng 1 năm 1258, tại Bình Lệ Nguyên diễn ra trận đánh lớn trong kháng chiến chống quân Nguyên Mông lần thứ nhất do Trần Thái Tông chỉ huy.